# Necer Chazani
Necer Chazani (hebrejsky נצר חזני, doslova „Chazaniho výhonek“, podle Micha'ela Chazaniho – někdejšího ministra a průkopníka osadnického hnutí, v oficiálním přepisu do angličtiny Nezer Hazzani, přepisováno též jako Netzer Hazani) je nově založená vesnice a obec typu společná osada (jišuv kehilati) v Izraeli, v Centrálním distriktu, v Oblastní radě Nachal Sorek.

## Geografie
Leží v nadmořské výšce 96 metrů v hustě osídlené a zemědělsky intenzivně využívané pobřežní nížině (region Šefela) na severním okraji starší vesnice Jesodot, se kterou vytváří souvislé zastavěné území. Jižně od vesnice protéká potok Sorek, do kterého sem od severovýchodu ústí vádí Nachal Šacham.
Obec se nachází 20 kilometrů od břehu Středozemního moře, cca 30 kilometrů jihovýchodně od centra Tel Avivu, cca 35 kilometrů západně od Jeruzalému a 7 kilometrů východně od okraje města Gedera. Necer Chazani obývají Židé, přičemž osídlení v tomto regionu je etnicky zcela židovské.
Necer Chazani je na dopravní síť napojena pomocí dálnice číslo 3. Západně od vesnice probíhá dálnice číslo 6, podél níž vede také železniční trať Tel Aviv-Beerševa. Další trať míjí vesnici na východní straně. Jde o železniční trať Tel Aviv-Jeruzalém. Nedaleko odtud se tu na ní nachází bývalá železniční stanice Vádí al-Surar (známá též jako stanice Nachal Sorek), nyní nepoužívaná pro osobní přepravu.

## Dějiny
Necer Chazani byla založena v roce 2010. Vznikla jako náhradní ubytování pro židovské rodiny, které byly v roce 2005 vysídleny kvůli plánu jednostranného stažení z pásma Gazy, kde do té doby existovala vesnice Necer Chazani. 28. dubna 2013 byl obecní úřad přesunut z provizorní buňky do stálé budovy.

## Demografie
Ještě v roce 2012 byla obec evidována bez stálé populace. Podle údajů z roku 2014 tvořili naprostou většinu obyvatel v Necer Chazani Židé (včetně statistické kategorie "ostatní", která zahrnuje nearabské obyvatele židovského původu ale bez formální příslušnosti k židovskému náboženství).
Jde o menší sídlo vesnického typu. K 31. prosinci 2014 zde žilo 314 lidí. Během roku 2014 populace stoupla o 57,0 %.
| Rok            | 2013 | 2014 |
| -------------- | ---- | ---- |
| Počet obyvatel | 200  | 314  |